# Língua teiwa
Teiwa é uma língua não-austronésia, mas Papuana, que é falada na ilha Pantar no leste da Indonésia. A ilha é a segunda maior do arquipélago de Alor e fica a oeste da maior ilha do arquipélago.
Havia 4000 falantes nativos documentados de Teiwa em 2010. Os falantes vivem primeiramente nas "desas" (aldeia administrativa em indonésio) Lebang, Boweli, Kalib, Nule, Kadir e Madar, uma vila de 460 habitantes (desde 2007). Lebang é a vila principal, onde Teiwa ainda é falado pela maioria das pessoas, jovens e velhos. No entanto, a língua nacional, a língua indonésia, assim como a influência chinesa em Alor, a língua malaia tendem a ser faladas pelas gerações mais jovens e usada para o ensino nas escolas. Como resultado deste número cada vez menor de falantes nativos, Teiwa é listada como uma língua ameçada de extinção.
Uma Gramática do Teiwa feita por Margaret Klamer é a única documentação lingüística além de uma lista de palavras curtas feita por  Stokhof (1975). Klamer recolheu a maioria de seus dados na vila de Madar.
Teiwa, ou Bahasa Teiwa, como é referido em indonésio, significa "a língua Teiwa". Teiwa em si é um composto nominal e pode ser traduzido como   'tei wa'   que significa "folha de árvore". O termo "Teiwa" deriva do nome do clã principal que o fala. Geralmente, quando os falantes de Teiwa se referem à sua própria língua, especialmente para diferenciá-la da língua nacional indonésio, eles a chamam de 'pitarau' ', isto é, "nossa linguagem".
Teiwa é uma linguagem morfossintaticamente simples, com pouca inflexão, sendo, como tal, descrita como uma linguagem isolada ou analítica. Apresenta um sistema de pronomes bem complexo.

## Classificação
Teiwa é freqüentemente classificada como parte da família das línguas Trans-Nova Guiné (TNG), mas isso é contestado. Uma razão é a falta de provas lexicais, assim como a grande distância geográfica grande da ilha principal Papua. Uma classificação alternativa é como parte da família de línguas Timor-Alor-Pantar  (TAP), que tem aproximadamente  mil anos de idade. Dentro desta família de línguas, Teiwa é ainda categorizada dentro da sub-família das línguas Alor-Pantar (AP), que são 20 em número. Esta classificação baseia-se no elevado número de cognatos bem como sistemas de pronomes muito semelhantes.

## Escrita
A língua Teiwa usa o alfabeto latino completo em sua forma tradicional.

## Fonologia

### Consoantes
Teiwa apresenta 20 consoantes fonêmicas, uma quantidade alta se comparada com outras línguas papuas.
|                         | Bilabial                                                | Labiodental                     | Alveolar                                                | Retroflex | Palatal                           | Velar                                             | Uvular                     | Faringeal                         | Glotal                         |
| ----------------------- | ------------------------------------------------------- | ------------------------------- | ------------------------------------------------------- | --------- | --------------------------------- | ------------------------------------------------- | -------------------------- | --------------------------------- | ------------------------------ |
| Plosiva (Oral Oclusiva) | Tênue bilabial oclusiva (p) Forte bilabial oclusiva (b) |                                 | Tênue alveolar oclusiva (t) Forte alveolar oclusiva (d) |           |                                   | Tênue velar oclusiva (k) Forte velar oclusiva (g) | Tênue uvular oclusiva (q ) |                                   | Tênue glottal oclusiva (ʔ) (') |
| Nasal                   | Forte bilabial nasal (m)                                |                                 | Forte alveolar nasal (n)                                |           |                                   | Forte velar nasal (ŋ) (ng)                        |                            |                                   |                                |
| Fricativa               | Tênue bilabial fricativa ɸ (f)                          | Forte labiodental fricativa (v) | Tênue alveolar fricativa (s)                            |           |                                   |                                                   |                            | Tênue faringeal fricativa (ħ) (x) | Tênue glotal fricativa (h) (h) |
| Aproximante (Semivogal) | Forte labio-velar aproximante(w)                        |                                 |                                                         |           | Forte palatal aproximante (j) (y) |                                                   |                            |                                   |                                |
| Lateral Aproximante     |                                                         |                                 | Forte alveolar lateral (l)                              | ɭ         |                                   |                                                   |                            |                                   |                                |

The allophone]]s of /ɸ/ are [ɸ] and [p]. The allophones of /v/ are [v] and [f].

### Vogais
Teiwa tem um inventário de 5 vogais cardinais. As duas vogais altas ocorrem como curtas (/ i /, / u /) e longas (/ u: /, / i: /). Como na tabela de consoantes, as representações ortográficas são dadas entre parênteses à direita.
|                        | Frontal   | Posterior |
| ---------------------- | --------- | --------- |
| Fechada arredondada    | /i:/ (ii) | /u:/ (uu) |
| Média não arredondada  | ɛ / (e)   | ɔ / (o)   |
| Aberta não arredondada | a / (aa)  | ɑ / (a)   |

Os alofones de /a/ são a curta [a] e a longa [a:].

## Gramática

### Relações gramaticais
As relações gramaticais são as relações entre Argumento e Predicado. Em  'Teiwa' , essas são formalmente expressos através de pronomes a partir do objeto e paradigmas de sujeito, bem como uma estrita ordem dos constituintes.
A relação do sujeito é o argumento do agente de um verbo transitivo, daqui denotado com A, ou o único argumento de um predicado intransitivo, daqui denotado com S . Ambos são codificados de forma semelhante.
A relação de objeto é o argumento não-agente de um verbo transitivo, daqui denotado com P.

### Ordem das palavras
Teiwa é sintaticamente cabeça-final, com a ordem Constituinte Objeto-Verbo: sujeito e objeto pré-verbais, verbos finais, negações e conjunções.
Com verbos intransitivos, existe a sequência ordem SV. Com verbos transitivos, há ordem APV.
| S                                                          | V       | A | P                   | V        |
| ---------------------------------------------------------- | ------- | - | ------------------- | -------- |
| [...ki uwaad nuk]                                          | yaa     | ø | [bif ga'an]         | tu'u     |
| grande águia                                               | descida |   | criança 3ª singular | escolher |
| '...a Grande águia desceu [e] escolheu aquela criança ...' |         |   |                     |          |
| Abreviações: 3s = 3ª pessoa sigular                        |         |   |                     |          |

zA' no segundo verbo (transitivo) tu'uk correferencia (usa mesma referência que) S do primeiro verbo (intransitivo) yaa no exemplo acima.
| A | P                               | V                      | S  | V                |
| --- | ------------------------------- | ---------------------- | -- | ---------------- |
| ...qau ba a | [a-sepatu qas]                  | usan ga-luxun-luxun ta | a  | xer-an pati.     |
| bom SEQ 3s | 3s-sapato (IND) separar um lado | eleVAR 3s-RDP-alto TOP | 3s | gritar-REAL PROG |
| '... então ele levanta um lado de um sapato muito alto enquanto ele está gritando ...'                                                                 |                                 |                        |    |                  |
| Abreviaçõess: 3s = 3ª pessoa singular, SEQ = marcador de sequência, RDP = reduplicação, TOP = tópico (marcado com ta), REAL = real, PROG = progressivo |                                 |                        |    |                  |

Nesse exemplo, o sujeito (A) é o pronominal e o objeto (P) é lexicalmente uma NP (frase nominal).

### Pronomes Pessoais
Existem três paradigmas de pronome em Teiwa:  'sujeito' ,  'objeto'  e  'possessivo' . A 'vogal temática' para pronomes singulares é <a>, e para pronomes plurais é  >. A segunda sílaba do pronome longo é uma cópia da vogal do tema com a adição de um -n.
Há um contraste de 'inclusivo-exclusivo pna primeira pessoa plural' , uma das características mais proeminentes das línguas austronésias que foi para as papuanas.

#### Sujeito
Pronome que são sujeito ficam antes do objeto e do verbo. 
|                    | Pronome sujeito longo | Pronome sujeito curto |      |      |      |
| 1ª S               | na'an                 | na                    |      |      |      |
| 2ª S               | ha'an                 | ha                    |      |      |      |
| 3ª S               | a'an                  | a                     |      |      |      |
| 1ª P exclusiva     | ni'in                 | ni                    |      |      |      |
| 1ª P inclusiva     | pi'in                 | pi                    |      |      |      |
| 2ª P               | yi'in                 | yi                    | 3ª P | iman | i, a |
| 3pª em outro lugar | i'in                  | i, a                  |      |      |      |
| distributiva       | ta'an                 | ta                    |      |      |      |

O pronome sujeito longo é usado para contraste de foco (eu, não você), que pode ser marcado com la como foco NP. Parece idêntico aos pronomes de objeto livre, exceto para os pronomes 3ª S, 3ª P, outros.
Exemplos:
| Na'an                         | hamar. | hamar. |
| ----------------------------- | ------ | ------ |
| 1s.long                       | rezar  | rezar  |
| 'I rezar [não você].'         |        |        |
|                               |        |        |
| Na'an                         | la     | hamar. |
| 1ª S longo                    | FOC    | pray   |
| 'Eu sou aquele que reza.'     |        |        |
| Abreviações: 1s = 1ª Singular |        |        |

O "pronome breve" é um "pronome reduzido" que pode estar sozinho no lugar de constituintes nominais ou e separável do verbo. Seu paradigma é quase idêntico ao dos  prefixos de objeto </ u>, exceto para os pronomes 3s, 3p e 3p.2ª (em outro lugar)
Examplos:
| Na                                   | hamar.     | hamar.    |
| ------------------------------------ | ---------- | --------- |
| 1s.curto                             | rezar      | rezar     |
| 'I rezar.'                           |            |           |
|                                      |            |           |
| Na                                   | g-oqai     | ga-regan. |
| 1s.curto                             | 3s.criança | 3s.pedir  |
| 'I pediu para seu filho.'            |            |           |
| Abreviações: 1s = 1ª pessoa singular |            |           |

Os pronomes objeto curtos ou longo podem expressar S e A.

#### Objeto
|                   | (livre) Pronome Objeto | Prefixo do Objeto |
| 1s                | na'an                  | n(a)-             |
| 2s                | ha'an                  | h(a)-             |
| 3s                | ga'an                  | g(a)-, gə-        |
| 1p.exclusivo      | ni'in                  | n(i)-             |
| 1p.inclusivo      | pi'in                  | p(i)-             |
| 2p                | yi'in                  | y(i),             |
| 3p                | iman                   | g(i)-, ga-        |
| 3p.em outro lugar | gi'in                  | g(i)-             |
| distributivo      | ta'an                  | t(a)-             |

 Os pronomes sublinhados são um lembrete das diferenças para os pronomes 'curtos' e 'longos' do sujeito ', respectivamente. </ small>
O prefixo do objeto  'tem uma forma' consonantal e silábica (entre parênteses): a forma consonantal aparece antes de um verbo que começa com uma vogal e a forma silábica aparece antes de umverbo que começa com uma consoante.
O ' 'pronome objeto é para o referente animado e inanimado, enquanto o prefixo do objeto é exclusivamente para referentes animados.
Com o prefixo de objeto 3p (terceira pessoa do plural), a diferenciação de número é perdida. Nesse caso, o número é especificado através do uso do pronome adicional   'ga'an'   (singular),   'iman'   (plural)  , não   no objeto NP.
O pronome do objeto 3s (terceira pessoa do singular) mantém um outro propósito como pronome demonstrativo para introduzir novos participantes na fala.

##### Possessivo
|                    | Pronome longo | Pronome curto | Prefixo        |
| 1s                 | na'an         | na            | n(a)-          |
| 2s                 | ha'an         | ha            | h(a)-          |
| 3s                 | a'an          | a             | g(a)-, a-      |
| 1p.exclusivo       | ni'in         | ni            | n(i)-          |
| 1p.inclusivo       | pi'in         | pi            | p(i)-          |
| 2p                 | yi'in         | yi            | y(i),          |
| 3p                 | iman          | -             | g(i)-, a-, ga- |
| 3p. em outro lugar | gi'in         | -             | -              |
| distributivo       | ta'an         | ta            | t(a)-          |

Os dois últimos pronomes, em outro lugar'  e distributivo,' são únicos. O pronome 3p (em outro lugar) é usado numa situação onde quem fala não pode ver o referente, porque o referente está em outro lugar.
Exemplo:
| I'in                                                         | g-oqai     | ga-wei.        |
| ------------------------------------------------------------ | ---------- | -------------- |
| eles, outro lugar                                            | 3s.criança | 3s.banhar(-seP |
| 'Eles (em outro lugar) se banhan ou dão banho em seu filho.' |            |                |
| Abreviações: 3s = 3ª P singular                              |            |                |

Contraste com a forma padrão, não marcada (3p):
| Iman                                                        | g-oqai     | ga-wei.         |
| ----------------------------------------------------------- | ---------- | --------------- |
| they                                                        | 3s.criança | 3s.banhar (-se) |
| 'Eles (em outro lugar) se banhan ou dão banho em seu filho. |            |                 |
| Abreviações: 3s = 3ª pessoa singularr                       |            |                 |

O pronome possessivo distributivo (ta'an, ta ur ta-) se refere ao número plural não-coletivo de humanod referentes, muitas vezes em contextos recíprocos.
| Ta'an                                                    | tara'         | mis!   |
| -------------------------------------------------------- | ------------- | ------ |
| DISTR                                                    | estar em fila | sentar |
| 'Sentemonos numa fila' (Lit. 'Cada um senta-se em fila') |               |        |

Um pronome possessivo especial é li'in, o qual marca a pluralidade do possessor NP somente como um modificador adnominal.
Comparar:
| Uy                               | ga-yaf      | ga-yaf  |
| -------------------------------- | ----------- | ------- |
| person                           | 3s.casa     | 3s.casa |
| 'de alguém' 'casa de uma pessoa' |             |         |
|                                  |             |         |
| Uy                               | li'in       | ga-yaf  |
| pessoa                           | deles (as)r | 3s.casa |
| 'Casa(s) das pessoas'            |             |         |

#### Substantivo
Em Teiwa, o substantivo normalmente aparece como principal da frase nominal (NP). O substantivo, com algumas exceções, não pode ser reduplicado, ao contrário de verbos, advérbios e adjetivos. (Veja  'Reduplicação'  abaixo.)
Não há marcação de número, gênero ou caso em substantivos. Em vez disso, o número gramatical é marcado através de um  'prefixo possuidor'  sobre o substantivo.

#### Frase nominal
Em  NP's possuídos, o possessor (substantivo que possui) precede o substantivo possuído, ver exemplo:
| Rai                                  | ga-yaf  |
| rei                                  | 3s-casa |
| 'a casa do rei.'                     |         |
| Abreviações: 3s = 3ª pessoa singular |         |

| Pi                                                      | pi-krian     | i    | er    | a  | gula'    | sin.     |
| 1pi                                                     | 1pi.trabalho | PROX | fazer | 3s | terminar | primeiro |
| 'Nós terminamos primeiro nosso trabalho aqui.'          |              |      |       |    |          |          |
| Abreviações: 1pi = 1ª pessoa inclusiva, PROX = proximal |              |      |       |    |          |          |

Em  NP's non-possuídos, o substantivo vem antes, sendo seguido pelo elemento modificados, ex.: adjetivo.
| Xaf                | uwaad  |
| peixe              | grande |
| 'um peixe grande.' |        |

| Uy             | a    |
| pessoa         | PROX |
| 'esta pessoa.' |      |

## Parentescos
O sistema de parentesco do Teiwa é baseado em paralelos e primos cruzados. Isso significa que os filhos de irmãos do mesmo sexo são considerados irmãos (irmão, irmã) e, portanto, não são aptos para o casamento uns com os outros. Filhos de irmãos não-do mesmo sexo dos pais são vistos como primos cruzadose são os candidatos perfeitos para o casamento uns com os outros. Essas crianças também estão em um clã diferente do que os filhos dos irmãos do mesmo sexo dos pais.
As crianças são nomeadas com 1) nome do clã, 2) nome dado 3) nome de família do pai, por exemplo Teiwa Jance Wa'ng.

### Palavras para parentes
| emaq          | esposa                                         |
| misi          | marido                                         |
| bif           | criança, 'irmão(ã) mais novo(a)'               |
| biar (kriman) | criança                                        |
| na-gas qai    | minha irmã                                     |
| n-ian qai     | meu irmão                                      |
| n-ian         | prima de quem fala, em outro clã               |
| na-dias       | primo de quem fala, em outro clã               |
| na-rat (emaq) | filha do irmão, em outro clã (potencial nora)  |
| na'ii         | filho do irmão, em outro clã (potencial genro) |
| na-rata'      | meu avô (ou avó)                               |
| na-rat qai    | meu neto (ou neta)                             |

Do ponto de vista do ego feminino:
Os "irmãos classificatórios" referem-se aos irmãos reais, assim como aos filhos da irmã da mãe e ao irmão do pai. Como é considerado rude chamar os membros da família pelo nome dado, estes irmãos são endereçados como     matu    quando mais velhos e   'bif'     Ka'au   'quando o mesmo sexo de quem fala.
Os "pais classificatórios" são o irmão do pai  (  n-oma   'meu pai'), bem como a irmã da mãe          Minha mãe '). Cada pessoa tem, portanto, dois conjuntos de pais.

## Amostra de texto
Ga-ta'a tur qa'an nuk pas wur bogan bif g-oqai nuk mauqubar ga-fin-an gula' pin aria' ma toples g-om ma ga-rian.
Português - história do sapo
Antigamente, uma noite havia uma foice lua, uma criança pequena pegou um sapo, trouxe para casa e guardou num frasco.